# Шпенґава
Шпенґава (пол. Szpęgawa, нім. Spangau) — село в Польщі, у гміні Тчев Тчевського повіту Поморського воєводства.
У 1975-1998 роках село належало до Гданського воєводства.